# Louise Jopling

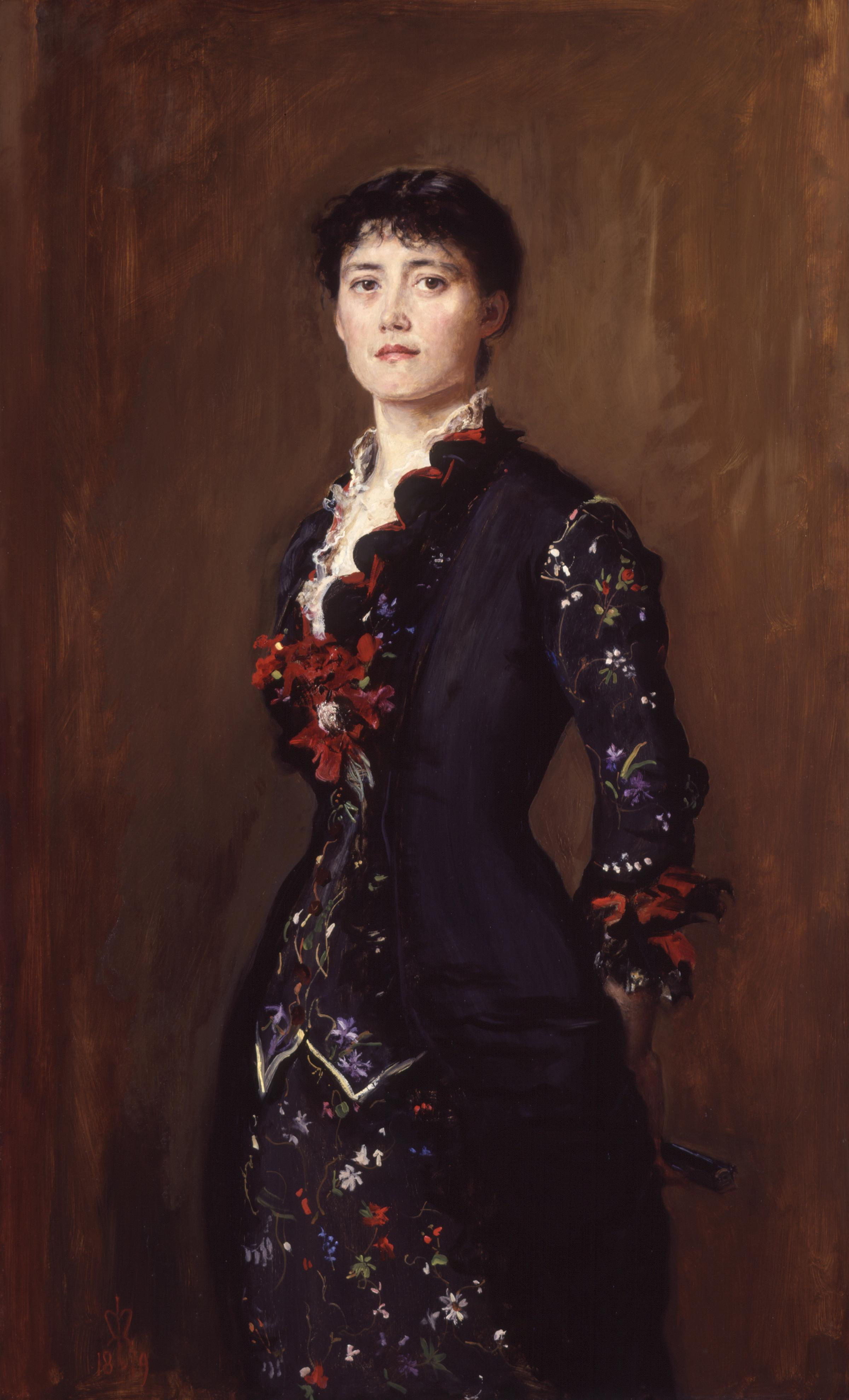
Porträt von Louise Jopling von John Everett Millais

Louise Jane Jopling, geborene Goode, später Rowe, (* 16. November 1843 in Manchester; † 19. November 1933 in Chesham Bois) war eine englische Malerin.

## Leben und Wirken
Louise Goode wurde 1843 in Manchester geboren. Mit siebzehn Jahren heiratete sie Frank Romer, Sekretär des Barons Nathaniel Rothschild in Paris. Ermuntert von der Baronesse Rothschild begann sie in Paris, Kunst zu studieren. Unter anderem besuchte sie das Studio des Künstlers und Graphikers Charles Joshua Chaplin 1867 bis 1868 und stellte ihre ersten Werke im Pariser Salon aus. 1870 bis 1873 war sie in den Ausstellungen der Royal Academy vertreten.
Louise Romer hatte anfangs schwer gegen Vorurteile aufgrund ihres Geschlechts zu kämpfen. Unter anderem drohte ihr Mann, der sie und die Kinder inzwischen verlassen hatte, nach den ersten Erfolgen im Pariser Salon, sich ihrer Bilder zu bemächtigen. Er starb aber 1872. Louise heiratete 1874 Joseph Middleton Jopling, einen Aquarellmaler und Freund führender Künstler dieser Zeit wie John Everett Millais und James McNeill Whistler. Sie bewegte sich von da an auch in den führenden künstlerischen Kreisen in London.

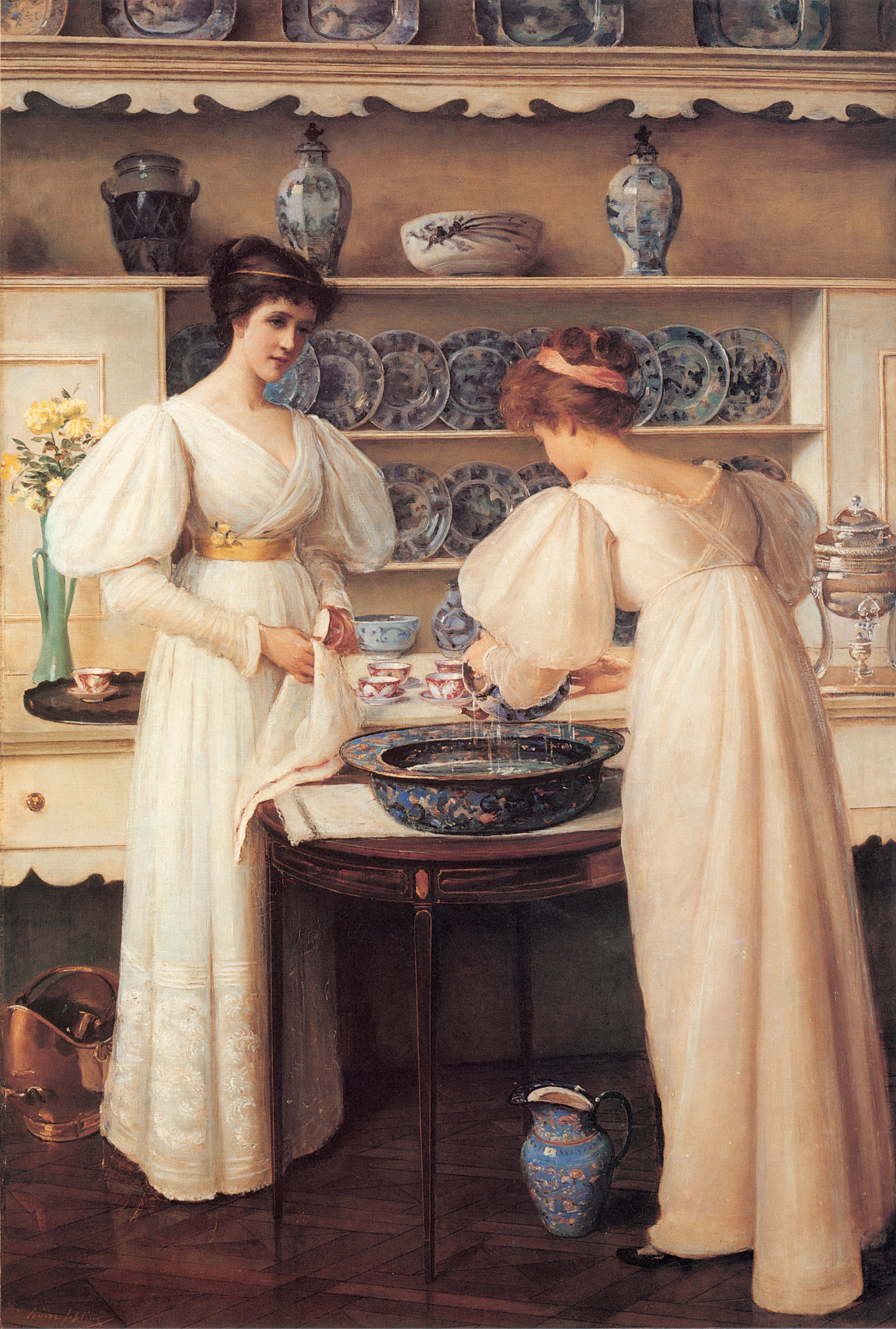
Blue and White

Auch ihre Karriere war von Erfolg gekrönt. 1876 stellte sie auf der Weltausstellung in Philadelphia (Five Sisters of York) und 1878 auf der Weltausstellung in Paris (The Modern Cinderella)  aus. Wichtige Förderer waren u. a. die Rothschildfamilie, für die sie mehrere Porträts malte, und aristokratische Familien wie Sir Coutts and Lady Lindsay, Gründer der Grosvenor Gallery. 1880 trat sie der Society of Women Artists bei und 1891 der Royal Society of Portrait Painters. 1901 war sie auch die erste Frau, die in die Royal Society of British Artists aufgenommen wurde.
Joseph Jopling starb 1884. 1887 heiratete Louise Jopling den Rechtsanwalt George William Rowe. Im selben Jahr gründete sie eine Kunstschule für Frauen. Schon davor war sie für die Rechte der Frauen in der Kunstausbildung eingetreten, die damals noch stark beschnitten waren. Sie unterstützte auch die Suffragettenbewegung, für die sie auch Poster und Banner zeichnete.
Sie veröffentlichte auch ein Lehrbuch für Malerei (Hints for Amateurs) und eine Autobiographie (Twenty Years of My Life).